# Карітас Одеса Української греко-католицької церкви
Благодійний фонд "Карітас Одеса УГКЦ" (лат. Caritas, «Милосердна Любов») — благодійна організація Української греко-католицької церкви, яка надає допомогу потребуючим, незалежно від їх віровизнання, національності або соціального статусу. Належить до частини національної мережі "Карітас України" та входить у Caritas Internationalis. Виконує статутну діяльність у межах Одеської області, Україна. Заснована 3 серпня 2005 року.

## Історія організації
Благодійний фонд «Карітас Одеса УГКЦ» зареєстрований і розпочав свою діяльність в Одесі у 2005 році. Він є частиною Міжнародного благодійного фонду «Карітас України» (найбільша неурядова благодійна організація в Україні, що займається питаннями соціального захисту та охорони здоров’я населення).
Пізніше в організації з'явився освітній центр у місті Білгород-Дністровський, а у 2017 році - в місті Ізмаїл. У 2023 році фонд відкрив притулок для людей літнього віку, які втратили домівку через війну у селі Ракулове, а з 2024 року додатково відкрив перший Центр життєстійкості в Одесі. Станом на 2025 рік, фонд оперує чималою кількістю освітніх просторів та просторів, дружніх до дитини; має ряд офісів для прийому громадян на Одещині та активно залучається до надання допомоги на регіональному рівні.

## Цінності та місія
Служіння: візія служіння базується на принципах гуманності, спрямованої на підтримку і полегшення життя нужденних, формуванні суспільства, де кожна людина може розвиватися вільно, жити гідно в мирі та любові.
Рівність: організація прагне створювати середовище, де всі члени суспільства мають рівні можливості та отримують дбайливий підхід, незалежно від соціального статусу, етнічної приналежності чи релігійних переконань.
Партнерство: фонд прагне розвивати ефективне партнерство, як засіб досягнення спільних цілей. Позицією організації є віра у важливість співпраці з іншими благодійними та громадськими організаціями, державними установами та бізнесом для створення соціального впливу і досягнення позитивних змін у суспільстві.
Місія: розвиток традицій доброчинної діяльності для подолання бідності, нерівності та соціальної ізоляції шляхом створення ефективної системи соціальних послуг, базуючись на християнських морально-етичних цінностях.

## Напрямки благодійної допомоги

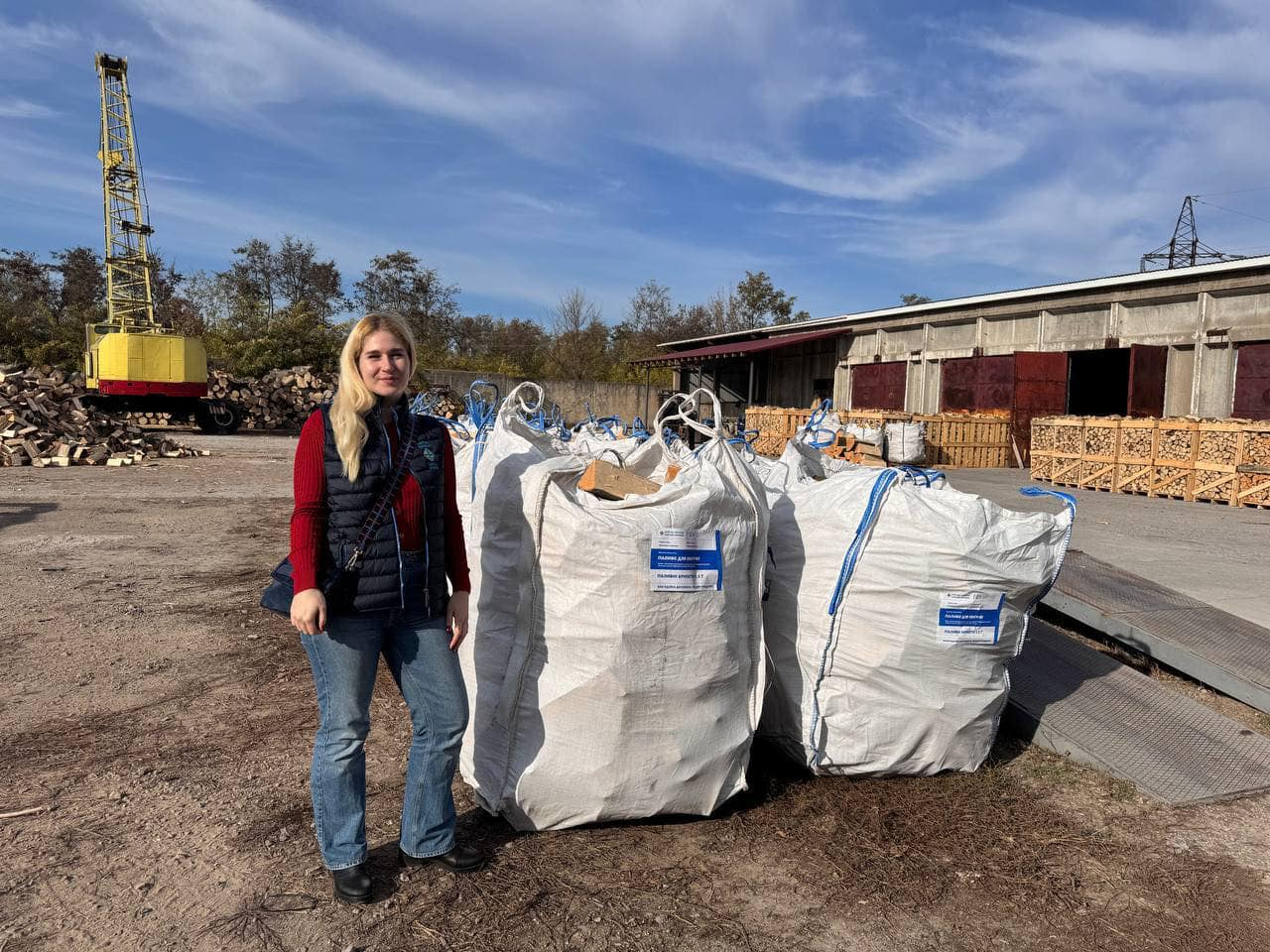
Доставка твердих паливних матеріалів для перезимування Одещиною у 2024 році

Надзвичайне реагування на гуманітарну кризу, викликану війною в Україні: надання гуманітарних продовольчих та непродовольчих товарів. Фінансова та матеріальна допомога. Ремонт пошкодженого житла через прильоти. Модернізація житла ВПО та вразливого місцевого населення. Надання допомоги для перезимування.
Соціальна підтримка: надання грошової допомоги, продуктів харчування, одягу, засобів гігієни та інших необхідних речей.
Медична допомога: забезпечення ліками та іншими медичними послугами.
Психологічна підтримка: надання психологічної допомоги та консультацій, проведення психологічних тренінгів.
Розвиток громад: підтримка місцевих громад у вирішенні соціальних проблем, розвиток соціальної інфраструктури.

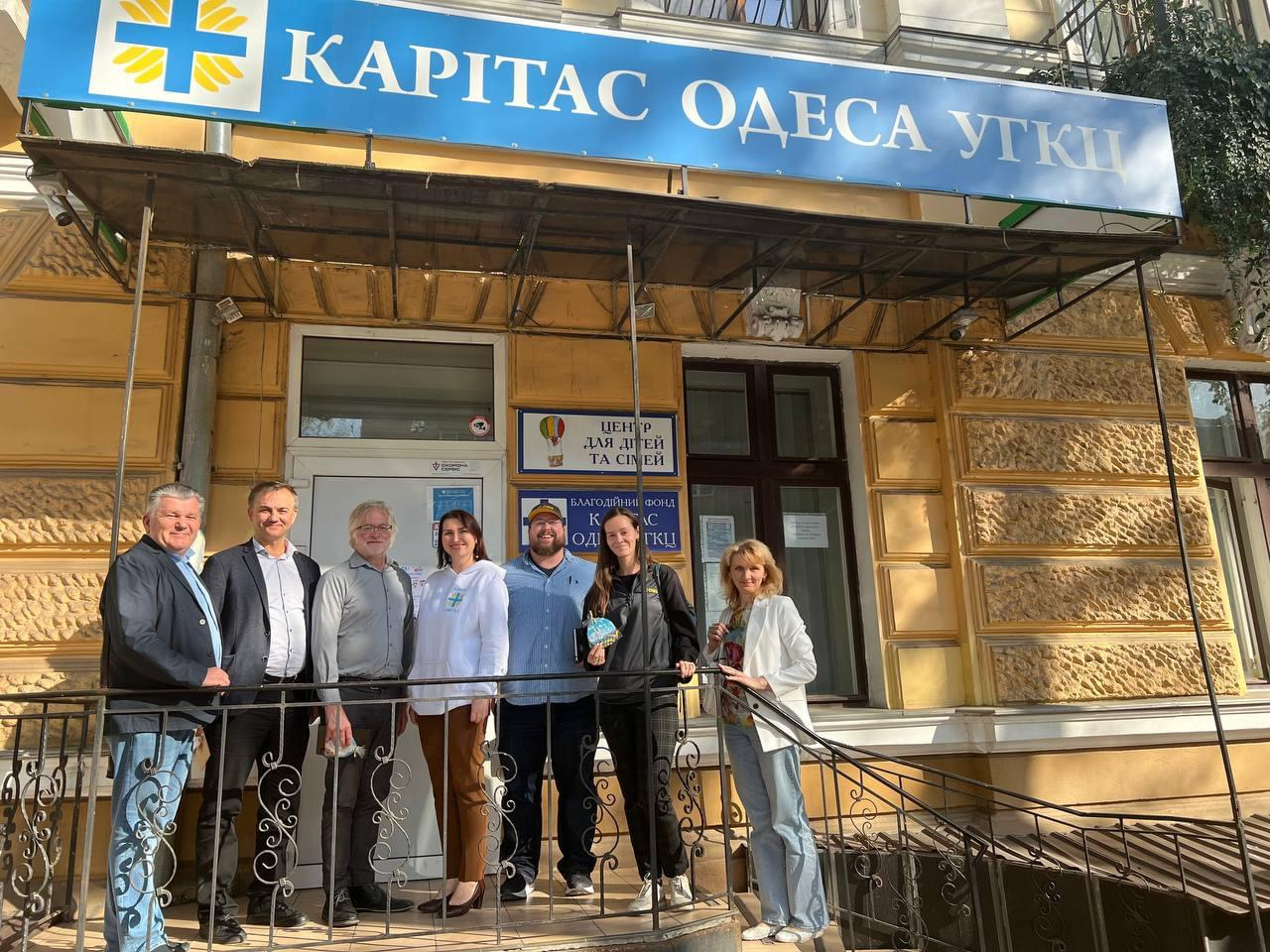
Дитячий центр в Одесі

Освітні програми: безкоштовна освіта у власних освітніх просторах та просторах, дружніх до дитини; проведення освітніх заходів, спрямованих на підвищення соціальної обізнаності та розвиток навичок. 
Протидія торгівлі людьми: виявлення та надання різнобічної допомоги постраждалим від торгівлі людьми. Убезпечення населення від ситуацій потрапляння до торгівлі людьми. Консультування з питань безпечного працевлаштування та міграції.
Фасилітація громад: розвиток місцевих громад шляхом підтримки сталого розвитку. Інкубація малого бізнесу. Розвиток та консолідація волонтерського руху.

## Географія діяльності
Переважна більшість активностей фонду припадає на Одесу, де зосереджено основну частину офісів та локальних представництв. Втім, географія не обмежується обласним центром та Одеською громадою: більшість активностей мають на меті виїзні реєстрації усією областю. Крім того, діють ряд окремих офісів в містах Одеської області:
- у місті Одеса - головний офіс на вулиці Південна; Центр для дітей та сімей; Центр життєстійкості; Інклюзивний центр;

- у місті Ізмаїл - з 2017 року освітній простір "СОУП Ізмаїл"[20], який від 2022 року є не лише центром надання освітніх послуг, а й фактичним представництвом фонду;
- у місті Білгород-Дністровський - діє освітній центр, який надає безкоштовні освітні послуги дітям та координує 15 просторів, дружніх до дитини, розташованих у закладах загальної середньої освіти Білгород-Дністровського району;
- у селі Ракулове - з 2023 року працює прихисток "Ковчег" для людей літнього віку, які втратили домівки через війну[21].

## Ініціативи
"Шкільний портфелик"

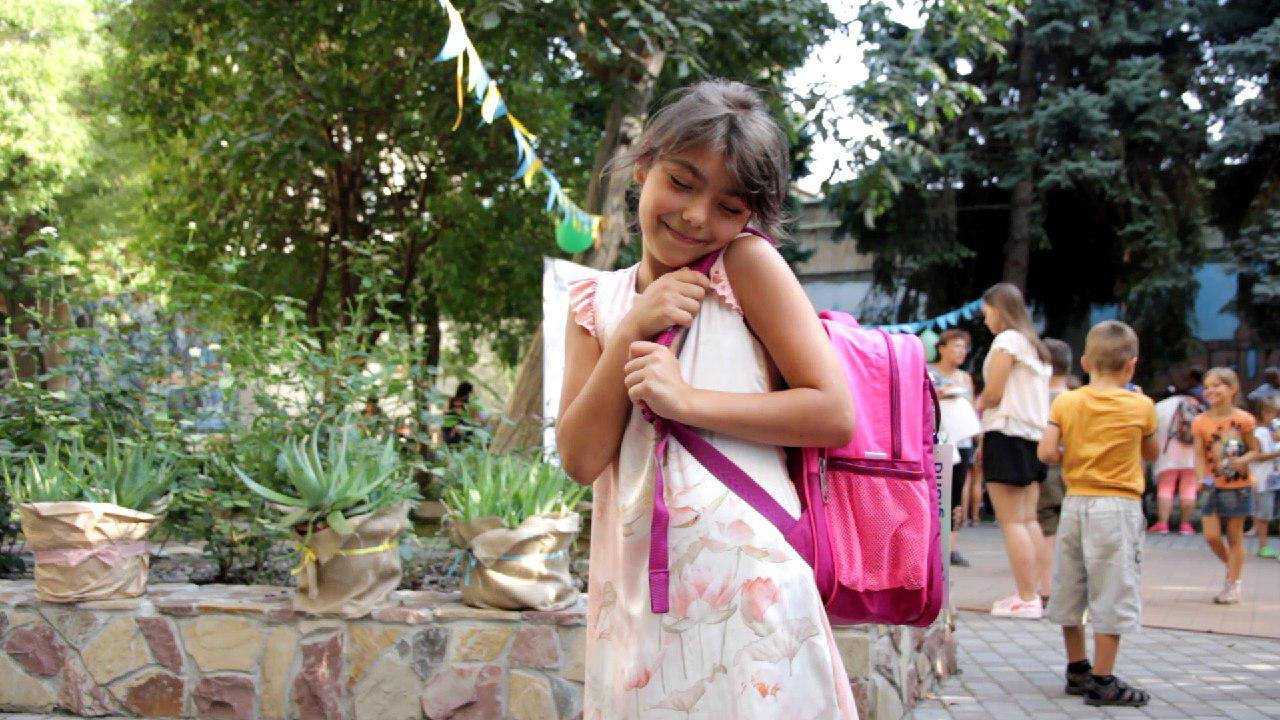
Фото з видачі наборів канцелярського приладдя у межах акції "Шкільний портфелик" у місті Одеса

Соціальна акція "Шкільний портфелик" є загальною для усієї мережі "Карітас України" та має на меті забезпечення базовим канцелярським приладдям дітей з родин, що потребують соціальної підтримки. Карітас Одеса УГКЦ щорічно проводить таку акцію в літні місяці. Видача канцелярських наборів зазвичай відбуваються на кінці серпня - початку вересня: найчастіше, вони супроводжуються масовими заходами для дітей, які сприяють їхній безпеці чи психоемоційному розвантаженню.
"100 помічників Святого Миколая"
Соціальна акція відбувається щорічно з 2015 року, а її мета - привітати з Днем святого Миколая дітей, які через соціальні чи економічні чинники не змогли отримати вітання. У "Карітас Одеса УГКЦ" щорічно це - подарунки книжок українських видавництв, які долучаються до ініціативи, а також - тематичні заходи.
"Благодійна Одещина"
Ініціатива має на меті заохотити організації та благодійників з Одеської області допомагати людям та винагородити їх за досягнення у цій сфері. Проводиться щороку Асоціацією благодійників України. "Карітас Одеса УГКЦ" виступає постійним регіональним партнером заходу.
"День дитячої безпеки"

Локальна ініціатива у місті Ізмаїл, яку організовує СОУП Ізмаїл - освітній простір Благодійного фонду "Карітас Одеса УГКЦ". Мета заходів - навчити дітей та підлітків основам особистої безпеки, що включає безпеку дорожнього руху, пожежну безпеку, мінну безпеку, безкпекові ризики війни, протидію торгівлі людьми та базові алгоритми надання першої домедичної допомоги. Зазвичай відбувається декілька разів на рік.

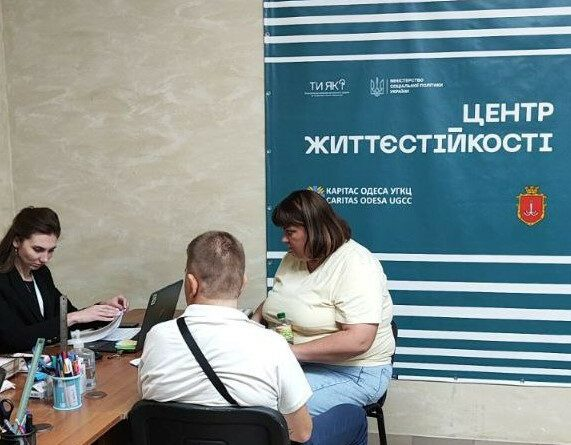
Робота Центру життєстійкості в Одесі
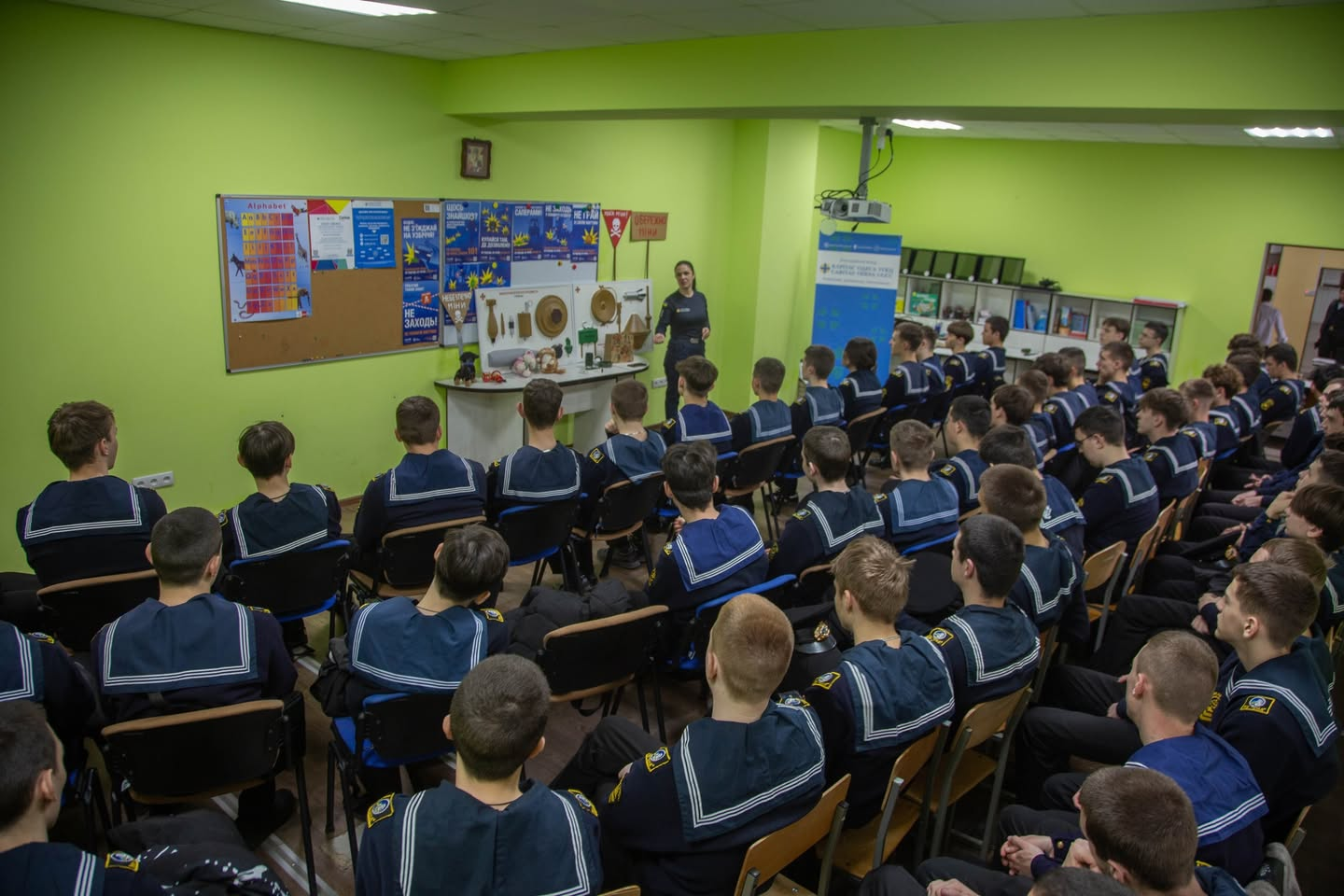
День мінної просвіти в освітньому центрі "СОУП Ізмаїл", 2025 рік
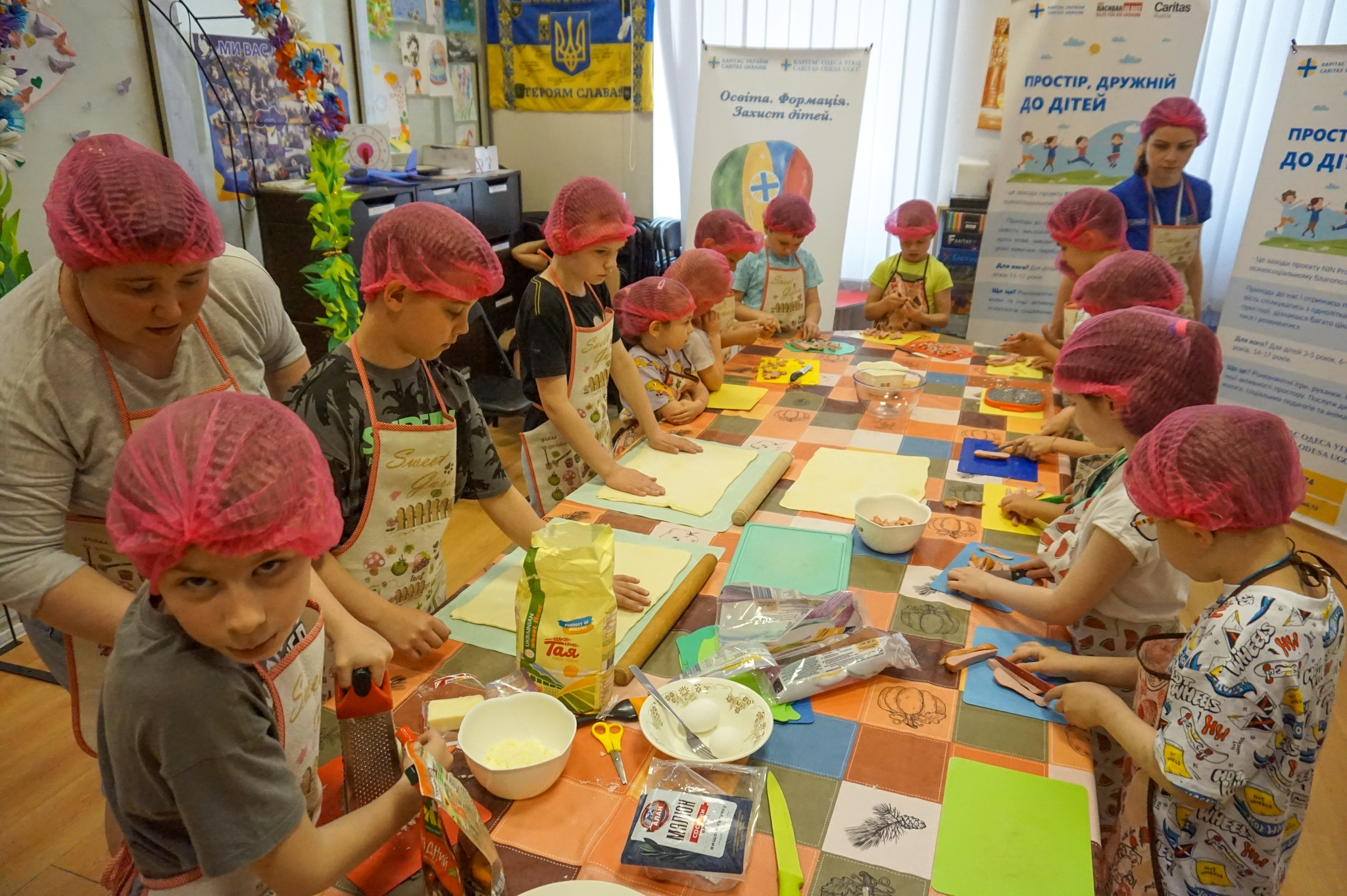
Навчання в Центрі для дітей та сімей, Одеса
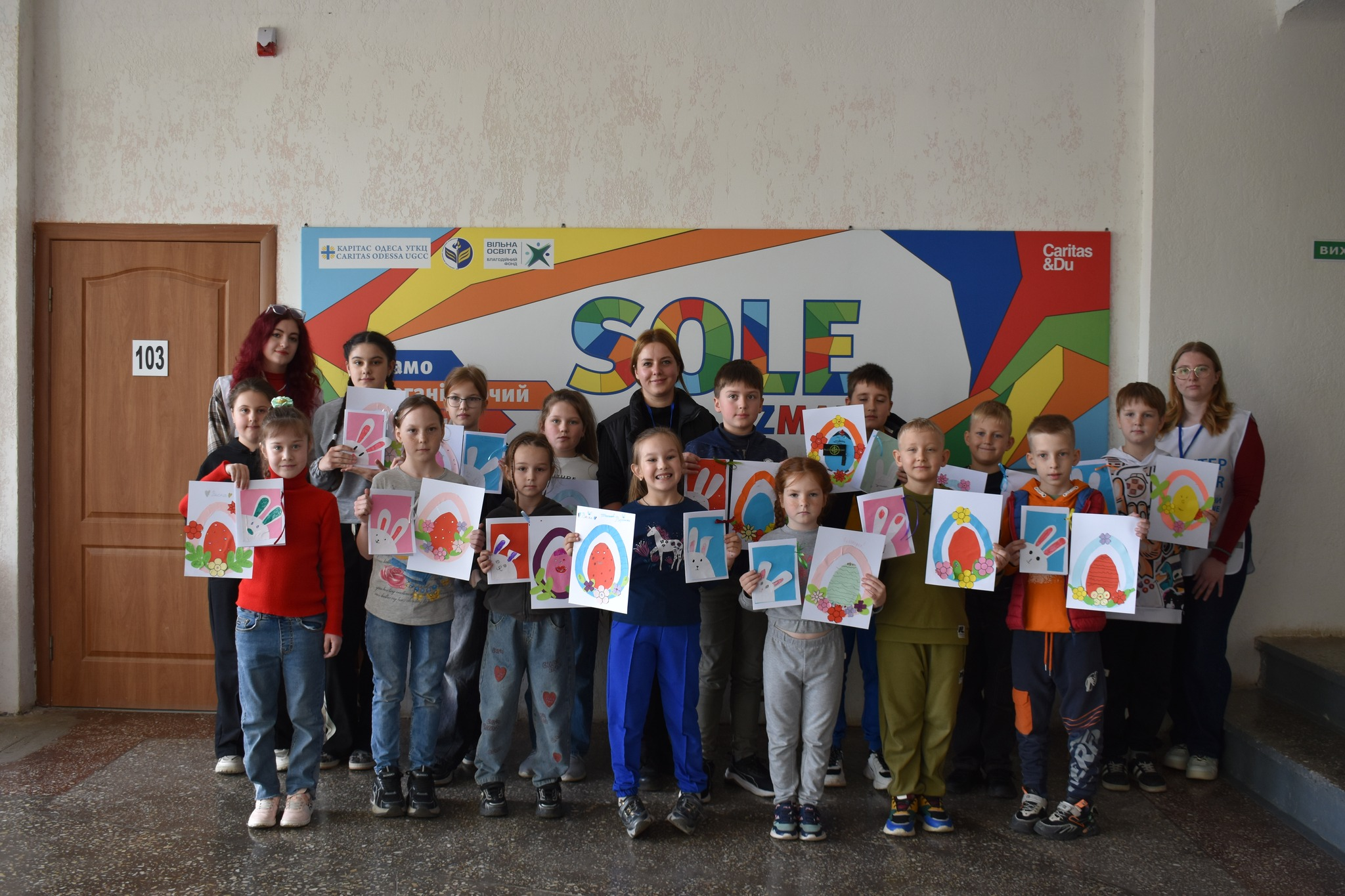
День матері в освітньому центрі "СОУП Ізмаїл"
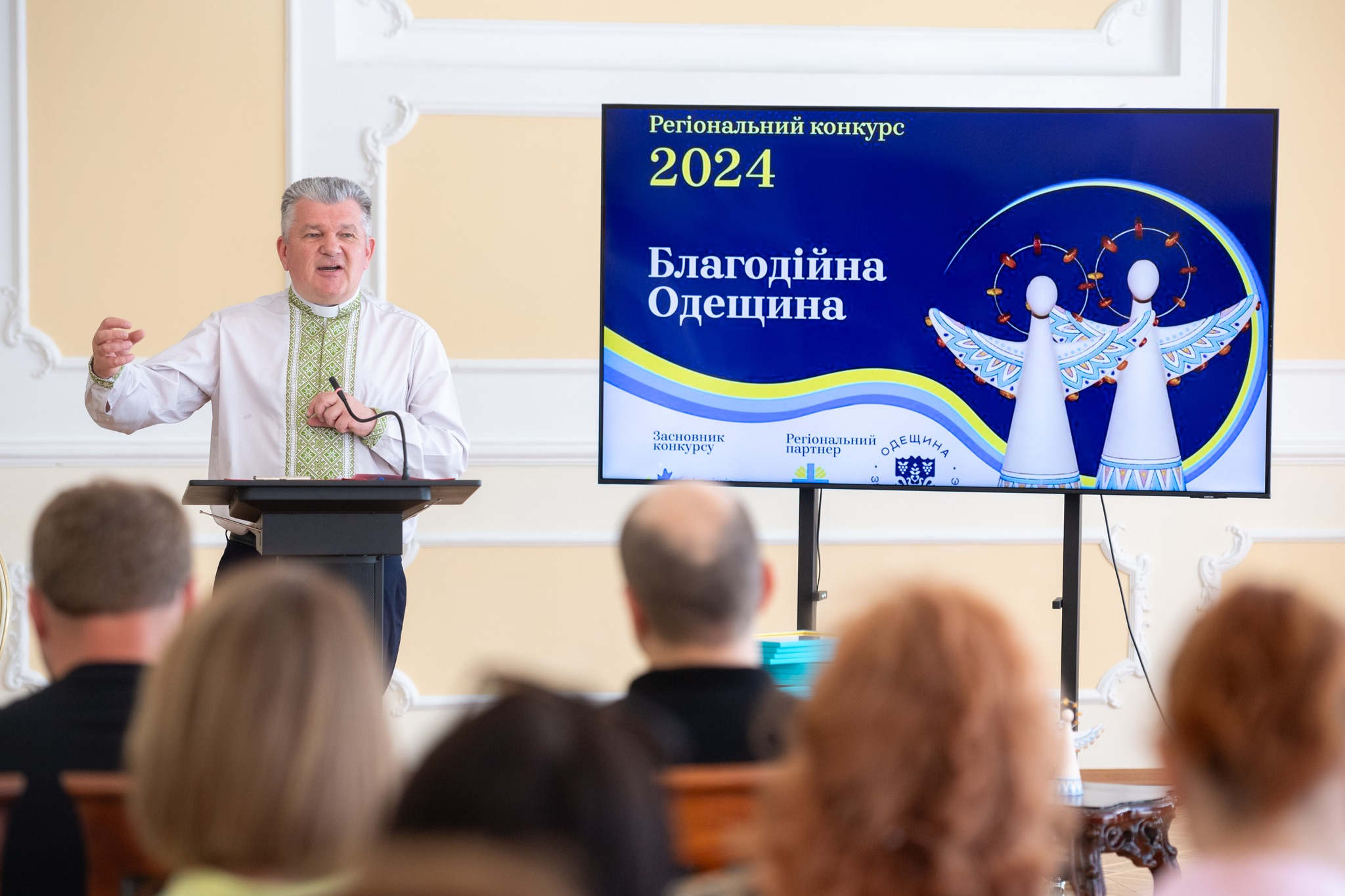
Підсумки акції "Благодійна Одещина 2024"
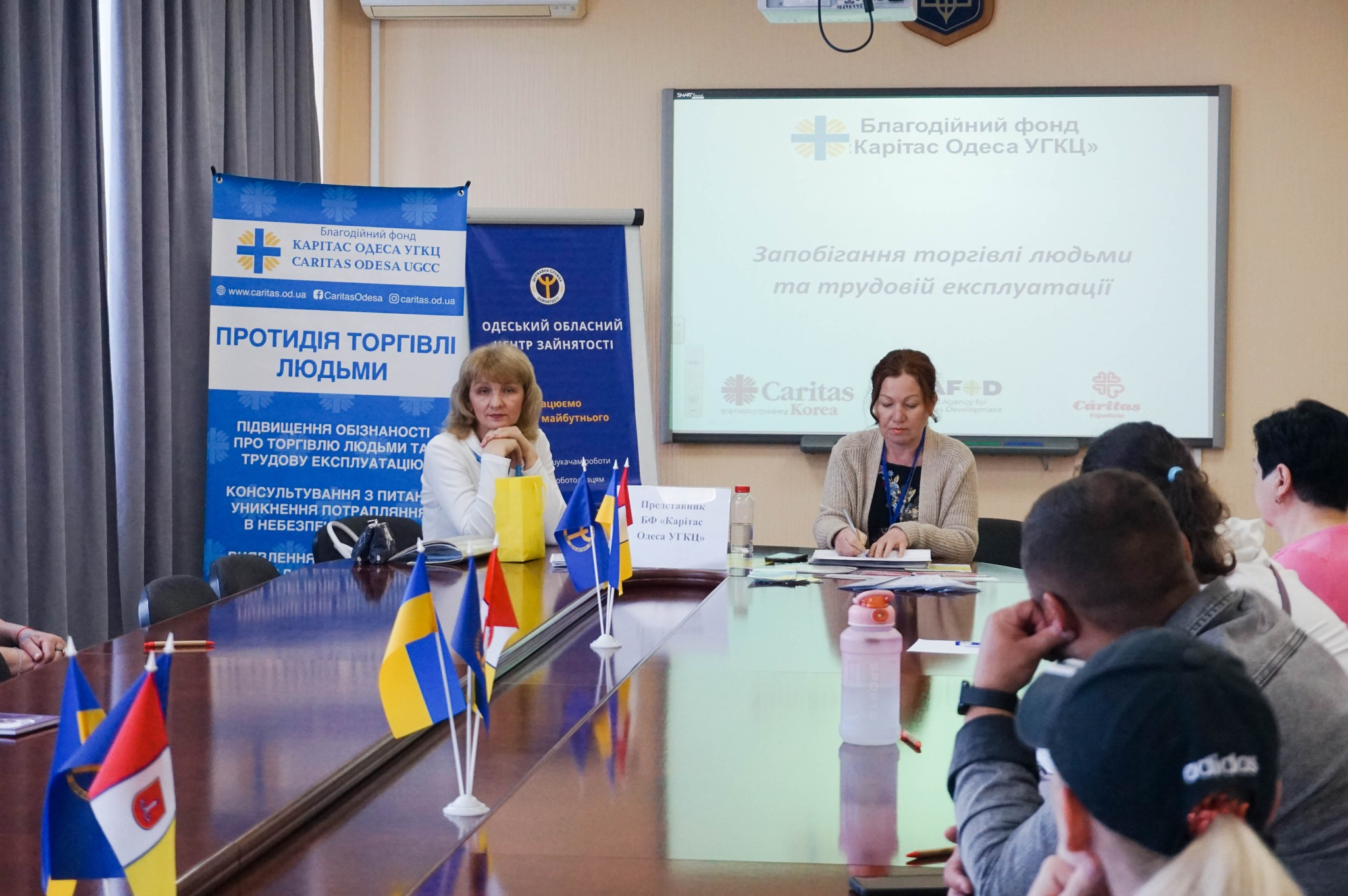
Навчання з ідентифікації та надання допомоги постраждалим від торгівлі людьми
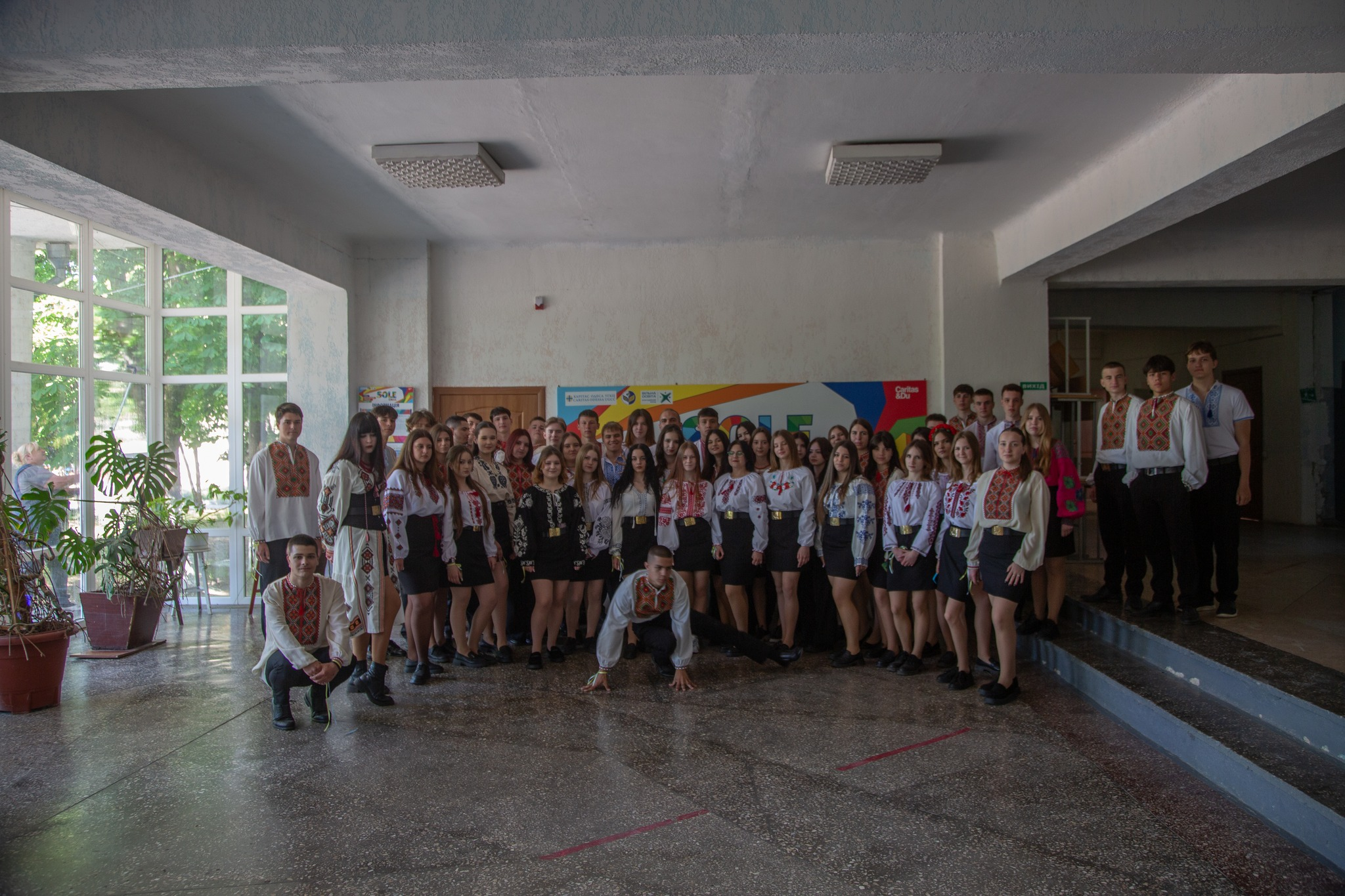
День вишиванки в освітньому просторі "СОУП Ізмаїл"
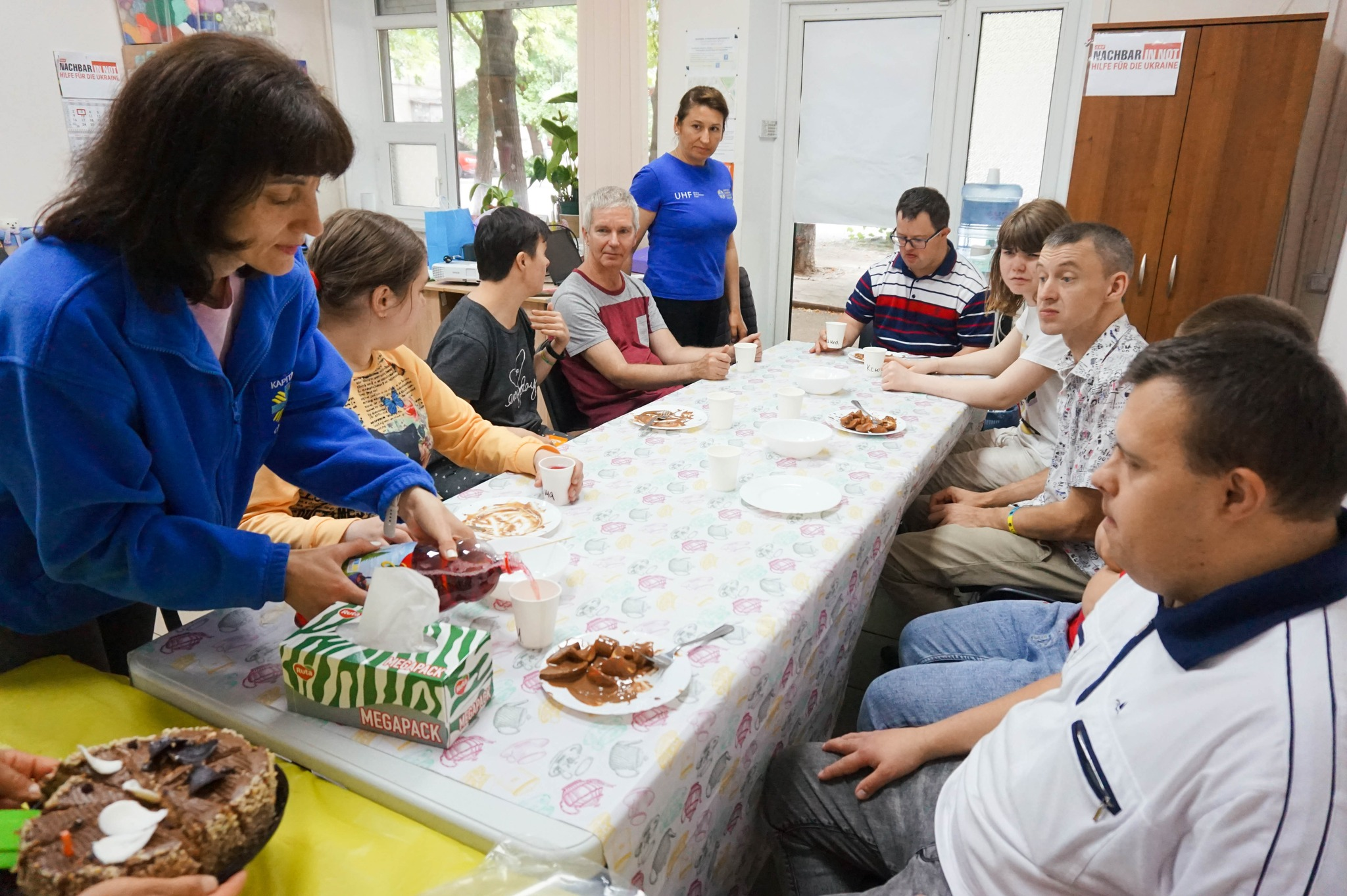
Навчання в Інклюзивному просторі, Одеса
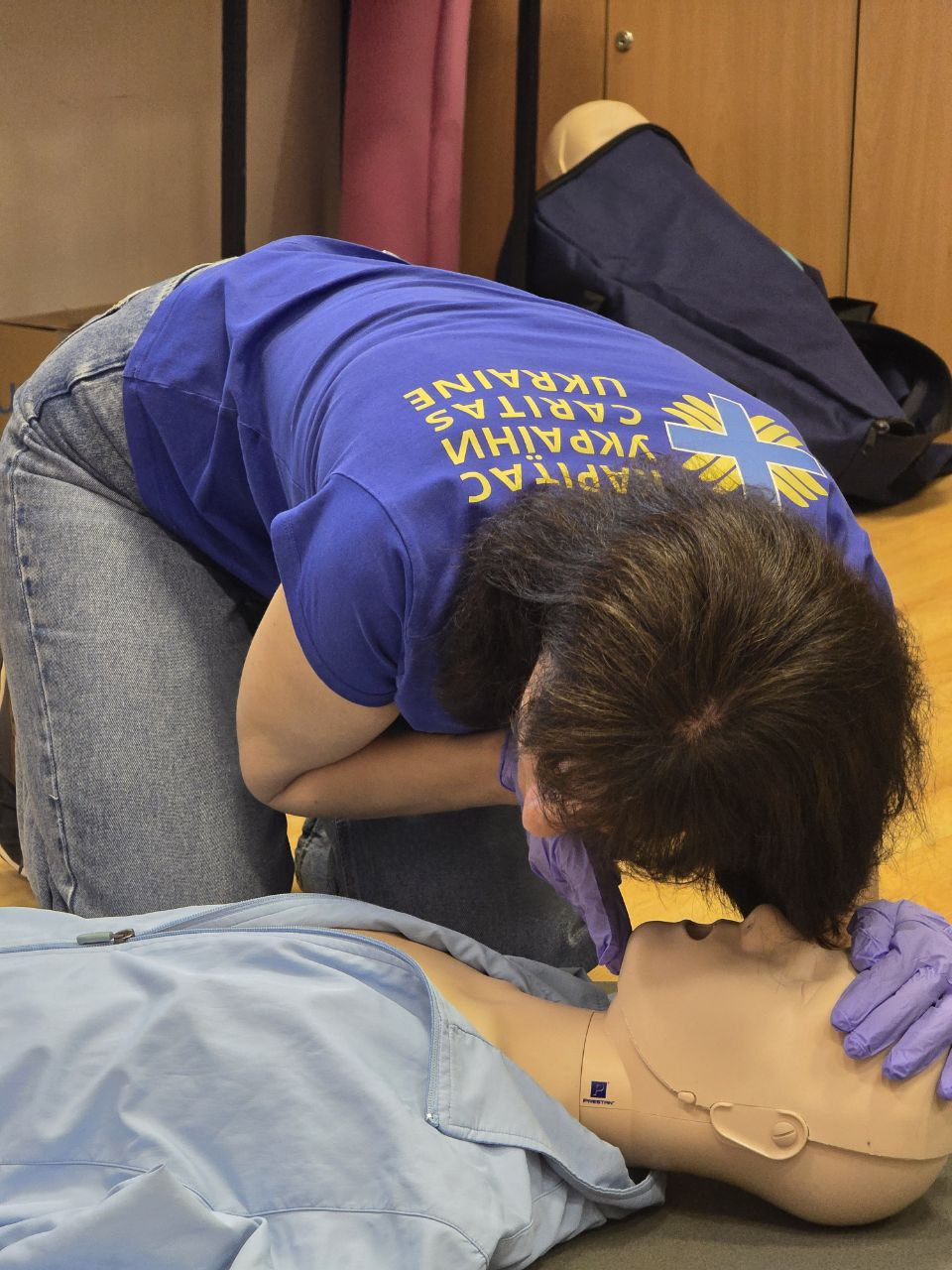
Навчання з першої домедичної допомоги
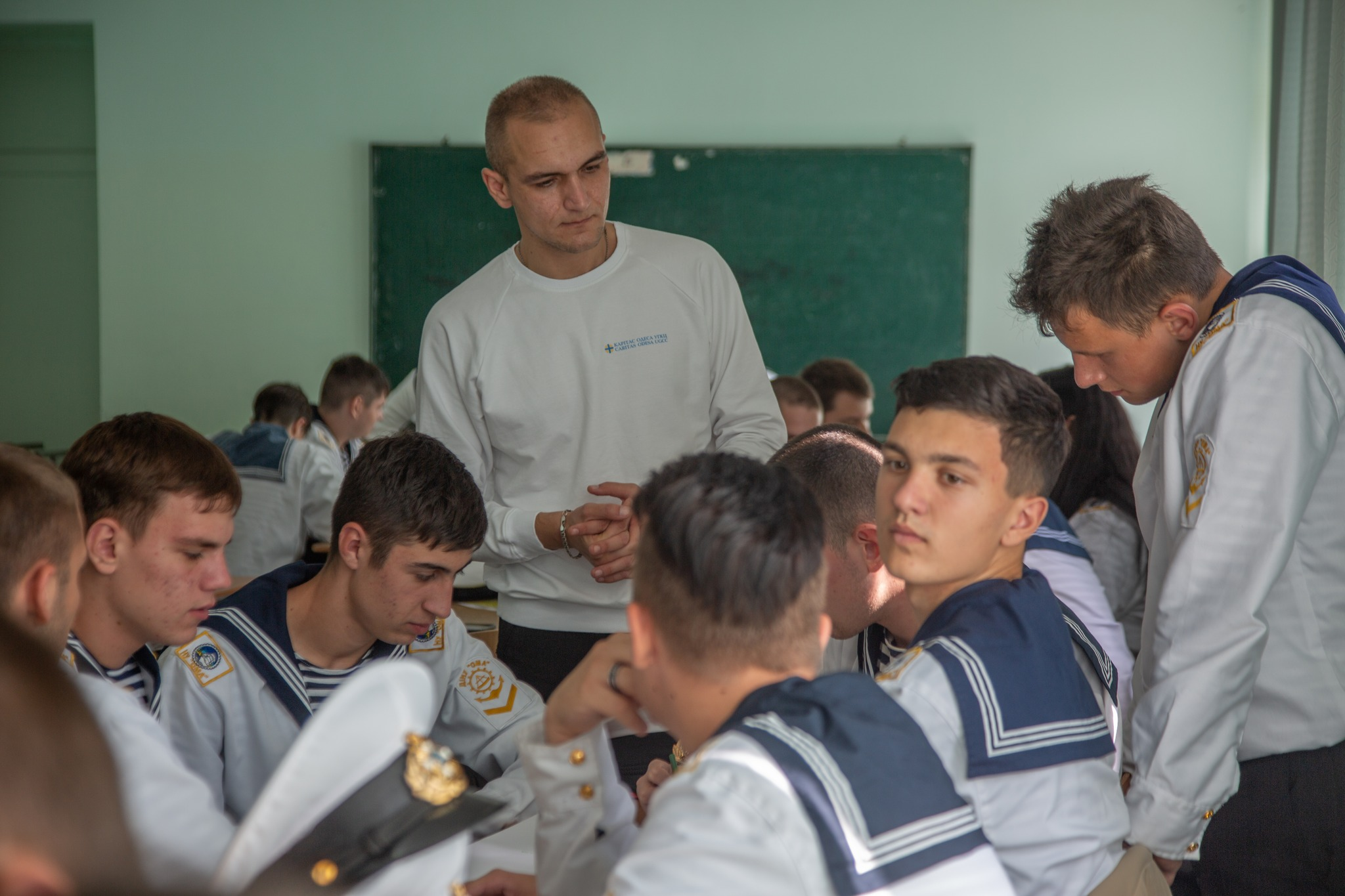
Практичний тренінг з протидії торгівлі людьми для курсантів Дунайського інституту НУ "ОМА"
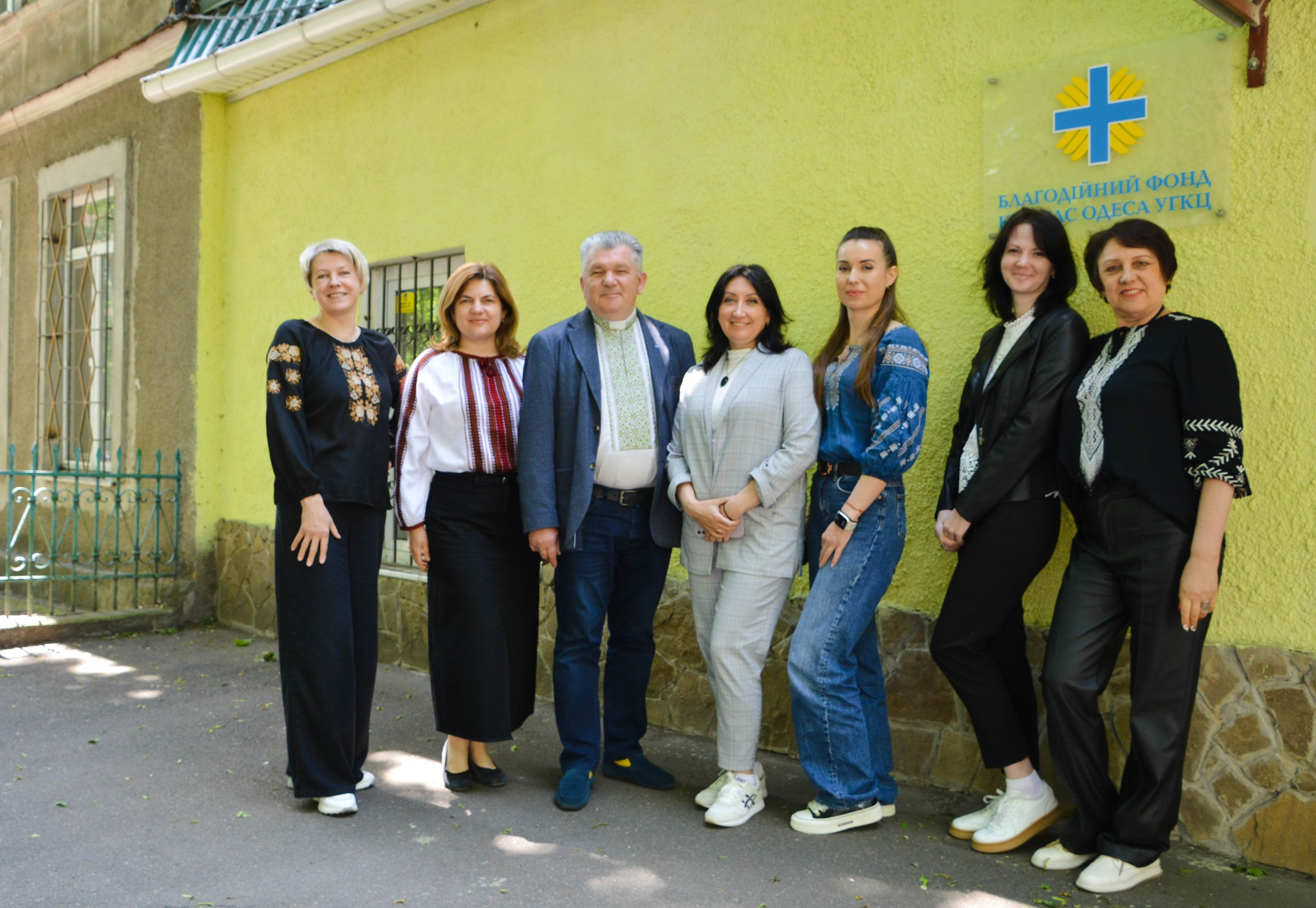
День вишиванки у головному офісі фонду на Південній
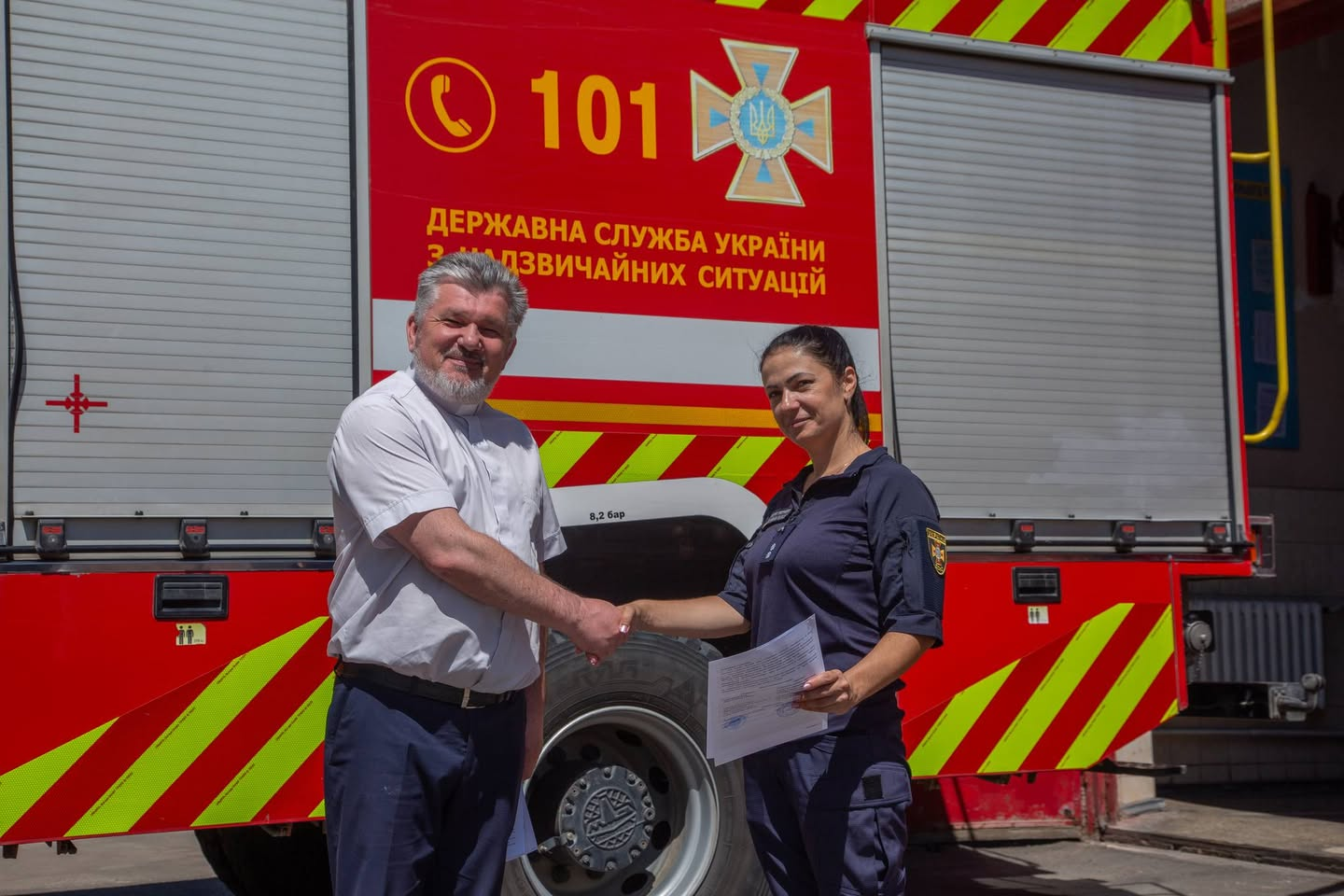
Підписання Меморандуму про співпрацю з Ізмаїльським РУ ГУ ДСНС України в Одеській області